# Edmondo Bernardini

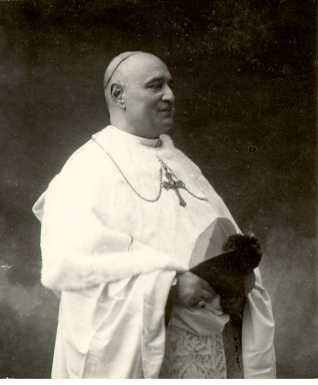
Generalabt Edmondo Bernardini

Edmondo Bernardini SOCist (* 9. Februar 1879 in Pisoniano; † 11. Januar 1955 in Rom) war der 77. Generalabt des Zisterzienserordens.
Der gebürtige Italiener Augusto Bernardini trat 1894 in das römische Zisterzienserkloster Santa Croce ein und nahm den Ordensnamen Edmondo an. Am 10. August 1901 empfing er die Priesterweihe und fünf Tage später feierte er seine Primiz. Seine Studien schloss er mit der Promotion zum Dr. phil. ab.
Er wurde am 14. August 1910 zum Prior von S. Maria dei Lumi ernannt. Am 6. August 1925 wählte der Konvent von Santa Croce ihn zum Abt und am 16. August 1925 fand die Benediktion statt. Die Wahl zum Generalabt verlief als Briefwahl. Am 15. September 1937 wurde er in das Amt eingeführt; er resignierte am 21. September 1950.